# 전남고등학교
전남고등학교(全南高等學校)는 대한민국 광주광역시 서구 치평동에 위치한 공립 고등학교이다.

## 학교 연혁
- 1966년 4월 10일 : 전남고등학교 개교 (사립)
- 1966년 4월 10일 : 제1대 강요한 교장 취임
- 1981년 3월 1일 : 공립 고교로 설립자 변경
- 1989년 9월 18일 : 신축 교사 준공 이전
- 1993년 12월 30일 : 생활관 준공
- 1996년 9월 10일 : 럭비부 합숙소 1동 신축
- 2003년 11월 7일 : 상무지구로 교사 이전
- 2012년 3월 1일 : 선진형교과교실제 선정(2013년부터 시행)
- 2013년 1월 8일 : 교과부 요청 생활지도(학교폭력) 연구학교 지정
- 2013년 2월 15일 : 선진형교과교실제 구축 완료
- 2023년 3월 1일 : 고교학점제 선도학교 운영
- 2024년 2월 26일 : 자율형 공립고등학교 선정(2024~2028)
- 2024년 3월 1일 : 제17대 조난라 교장 취임
- 2025년 1월 16일 : 제57회 졸업식(졸업생 216명, 누계 23,090명)
- 2025년 3월 4일 : 입학식(신입생 203명)

## 참고 자료
- 전남고등학교 - 한국교육학술정보원 학교알리미